# República de Valais
La República del Valais  (en francés: République du Valais; en alemán: Republik Wallis) o Vallais fue una república hermana de Francia que existió entre 1802 y 1810 en la parte francófona de Suiza, durante las Guerras Napoleónicas, en el territorio correspondiente con el moderno cantón suizo de Valais.

## Historia
Una República Ródana ya había sido prevista en marzo de 1798 por el general Guillaume Brune, comandante de las tropas francesas en Suiza, como una de las tres repúblicas sucesoras de la Antigua Confederación Suiza (las otras dos eran Tellgovie y la Helvética). La République rhodanique de Brune habría incorporado los actuales cantones de Vaud, Valais, Ticino, Friburgo y parte de Berna (Oberland) con Lausana como capital. El cantón se dividiría en 17 distritos administrativos, cada uno con un subprefet. Sin embargo, esta idea quedó de lado. En 1798, cuando las tropas de la República Francesa invadieron la Confederación Suiza, la población francófona del Bajo Valais declaró una République du Valais revolucionaria (16 de marzo) que fue rápidamente incorporada (1 de mayo) a la República Helvética.
La República Helvética sirvió bien a los propósitos de Napoleón durante algún tiempo, hasta que se vio plagada de luchas y disputas internas y se volvió inestable. Al mismo tiempo, como el primer cónsul Napoleón había sentido la necesidad de asegurar mejor el estratégico paso del Simplon en Valais desde la batalla de Marengo en 1800, como paso de Francia a Italia, considerando la dificultad de cruzar los Alpes a través del Paso del Gran San Bernardo, también en Valais. Aunque de mala gana, las autoridades helvéticas aceptaron la separación del Valais que se logró el 28 de agosto de 1802 (10 Fructidor, año X), en un tratado firmado en Sion y Bex por Francia, la República Italiana, la República Helvética y la ahora independiente República de Valais. El tercer artículo del tratado confirmó la defensa y el control franceses sobre el paso del Simplon.

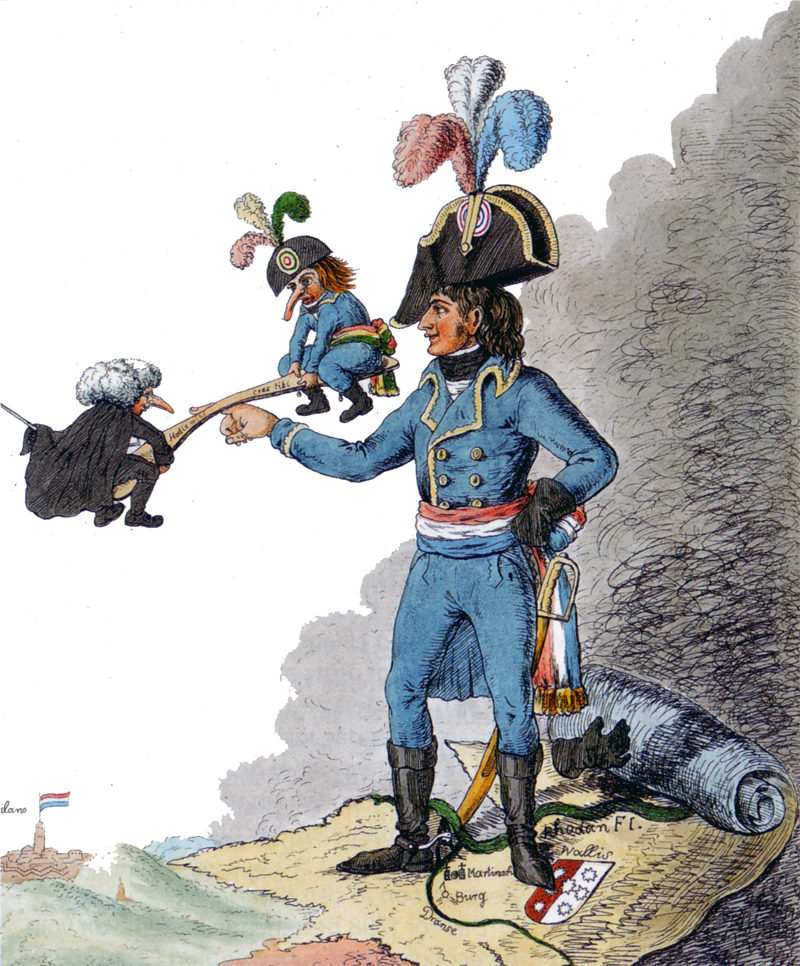
Caricatura política de Napoleón controlando el Valais mientras "equilibra" las facciones conservadoras y revolucionarias con un balancín. El escudo de armas de Valais se muestra erróneamente con las siete estrellas de la República de los Siete Diezmos del antiguo régimen, en lugar de las doce estrellas de la República de Valais.

Napoleón ordenó rápidamente la elaboración de una ruta que uniría París con Milán, capital de la República Italiana, pero las obras se emprendieron lentamente. En 1806 se inauguró oficialmente la carretera a pesar de que aún no estaba terminada. François-René de Chateaubriand fue nombrado ministro francés en el Valais en noviembre de 1803, pero como realista dimitió en marzo de 1804 tras la ejecución del duque de Enghien por las autoridades francesas. Fue reemplazado por Joseph Eschassériaux, que ocupó el cargo desde julio de 1804 hasta octubre de 1806, año en que escribió una Lettre sur le Valais et sur les moeurs de ses habitants ("Carta sobre el Valais y sobre las costumbres de sus habitantes").

### Anexión por Francia
Por decreto imperial del 12 de noviembre de 1810, Napoleón anexó al Imperio francés el territorio de la República del Valais, como departamento bajo el nombre de Simplon. En el decreto justificó la anexión:
Considerando que el Camino del Simplón, que une el Imperio a nuestro Reino de Italia, sirve a más de sesenta millones de hombres; que costó a nuestros tesoros en Francia e Italia más de dieciocho millones, gasto que sería inútil si el comercio no pudiera encontrar allí comodidad y perfecta seguridad;

 Que el Valais no cumplió ninguno de los compromisos que había contraído cuando comenzamos la obra de abrir esta gran comunicación;

 Queriendo además poner fin a la anarquía que aflige a este país y cortar las pretensiones abusivas de soberanía de una parte de la población sobre la otra.

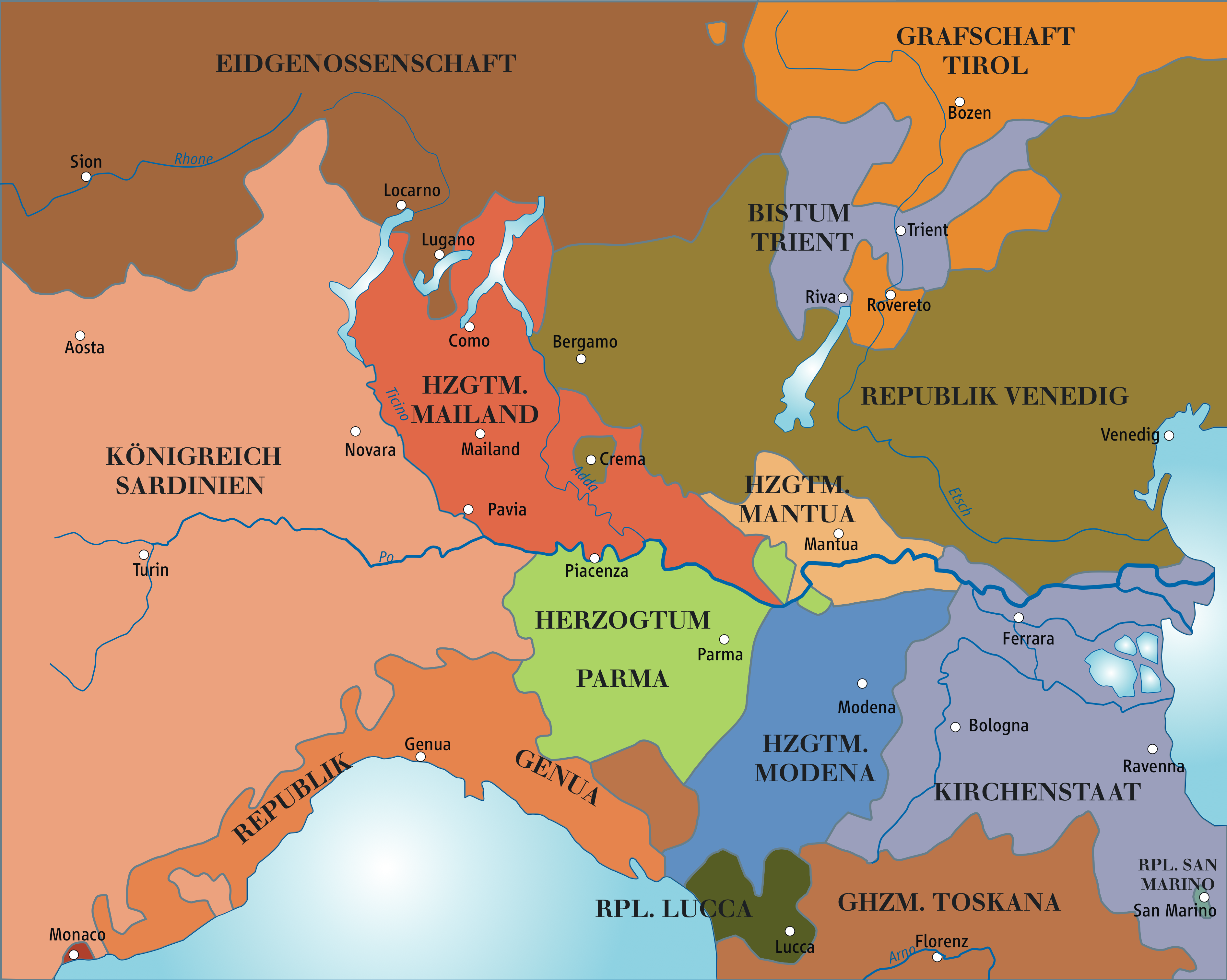
Norte de Italia antes de la invasión francesa de 1796

Con el colapso del Imperio durante la Guerra de la Sexta Coalición, el departamento fue ocupado por tropas austríacas a finales de diciembre de 1813. En agosto de 1815, el Valais ingresó como cantón en la nueva Confederación Suiza.